# Beloncjowate
Beloncjowate (Belontiinae) – monotypowa podrodzina słodkowodnych ryb okoniokształtnych z rodziny guramiowatych (Osphronemidae), wcześniej klasyfikowana w randze rodziny Belontiidae. Obejmuje rodzaj Belontia z dwoma gatunkami.